# Kurfürstendamm (métro de Berlin)
Pour les articles homonymes, voir Kurfürstendamm.
Kurfürstendamm est une station des lignes 1 et 9 du métro de Berlin, située dans le quartier de Charlottenbourg.

## Situation
Sur la ligne 1, la station est située entre Uhlandstraße, le terminus à l'ouest et Wittenbergplatz à l'est, en direction de Warschauer Straße.
Sur la ligne 9, elle est située entre Zoologischer Garten au nord, en direction de Osloer Straße et Spichernstraße au sud, en direction de Rathaus Steglitz.
Elle est établie sous l'intersection entre le Kurfürstendamm et la Joachimsthaler Straße. La ligne 1 circule sous la ligne 9.

## Historique
La station est mise en service le 28 août 1961, en même temps que la première section de la ligne G (aujourd'hui 9) entre Leopoldplatz et Spichernstraße. Le 2 septembre suivant, la station sur la ligne B (aujourd'hui 1) est à son tour ouverte aux voyageurs.
Après la réunification, la ligne B fusionne avec la partie de la voie située à Berlin-Est vers Warschauer Straße et devient la ligne 1 le 12 décembre 2004. 

## Service des voyageurs

### Accueil
La station possède neuf accès dont deux sont équipés d'ascenseurs.

### Intermodalité
La station est en correspondances avec les lignes d'autobus M19, M29, M46, X10, 109, 110, 204 et 249 de la BVG.

## Sites desservis
La station est située à proximité de l'église du Souvenir